# Honda Gold Wing
Honda Gold Wing (с англ. — «Золотое Крыло») — серия туристических мотоциклов марки Honda. Несмотря на туристическую концепцию серии, мотоциклы семейства Gold Wing доказали свою универсальность.
Дебютная модель была представлена в октябре 1974 года на Кёльнском моторшоу. За более чем сорок лет существования аппараты семейства Gold Wing прошли эволюцию от классических дорожных мотоциклов до люкс-туреров. Мотоцикл стал особенно популярным в Северной Америке, Европе, Австралии и Японии, где были образованы многочисленные клубы любителей и владельцев Gold Wing. Несколько клубов существуют в России и странах СНГ.
С 1980 по 2010 годы мотоциклы серии Gold Wing выпускались на заводе Honda в Мэрисвилле, штат Огайо. В 2011 году производство было перенесено в Японию, на фабрику Honda в префектуре Кумамото, остров Кюсю.

## История модели

##### Прототип M1
Для разработки первого Gold Wing была собрана команда дизайнеров и инженеров под руководством Соитиро Иримадзири (Soichiro Irimajiri), который в 60-е годы разработал для Honda 5- и 6-цилиндровые двигатели гоночных мотоциклов. Результатом работы группы стал сверхсекретный прототип M1, который олицетворял идею быстрого и мощного тяжёлого туристического мотоцикла.

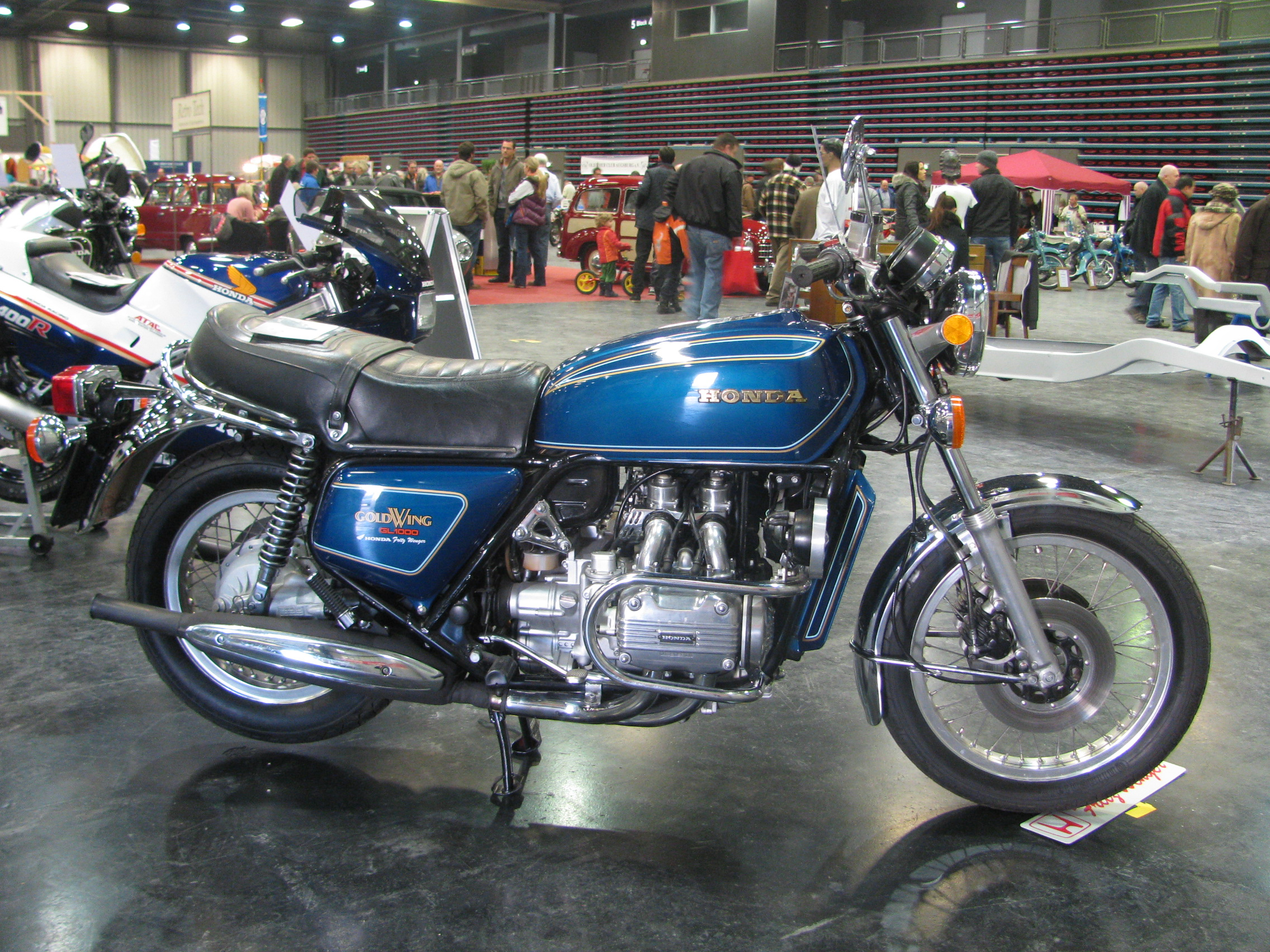
Honda Gold Wing GL1000 MY1975

##### GL1000 Gold Wing
В 1975 году дебютировал первый серийный Gold Wing – моделью GL1000. В отличие от 6-цилиндрового прототипа M1, мотоцикл получил 999-кубовый 4-цилиндровый оппозитный двигатель, выдававший 80 л.с. максимальной мощности и 85 Нм крутящего момента. Мотор был сблокирован с 5-ступенчатой коробкой передач и установлен в стальной дуплексной раме. Сухая масса модели составляла 265 кг.

##### GL1000 Gold Wing LTD
Во второй год производства GL1000 была представлена версия Limited Edition, отличавшаяся от базовой модели элементами декора. LTD-модификация получила другую цветовую схему топливного бака, боковые панели со специальным логотипом серии, хромированный защитный экран радиатора, сиденье с узором, а также колёсные диски и спицы золотого цвета.
Поскольку более 80% всех GL1000 Gold Wing были экспортированы в Северную Америку, компания Honda осознала необходимость как можно скорее открыть производство в США. И уже 10 сентября 1979 года первые десять мотоциклов сошли с конвейера новой фабрики Honda of America Manufacturing (HAM) в городе Мэрисвилл, штат Огайо.

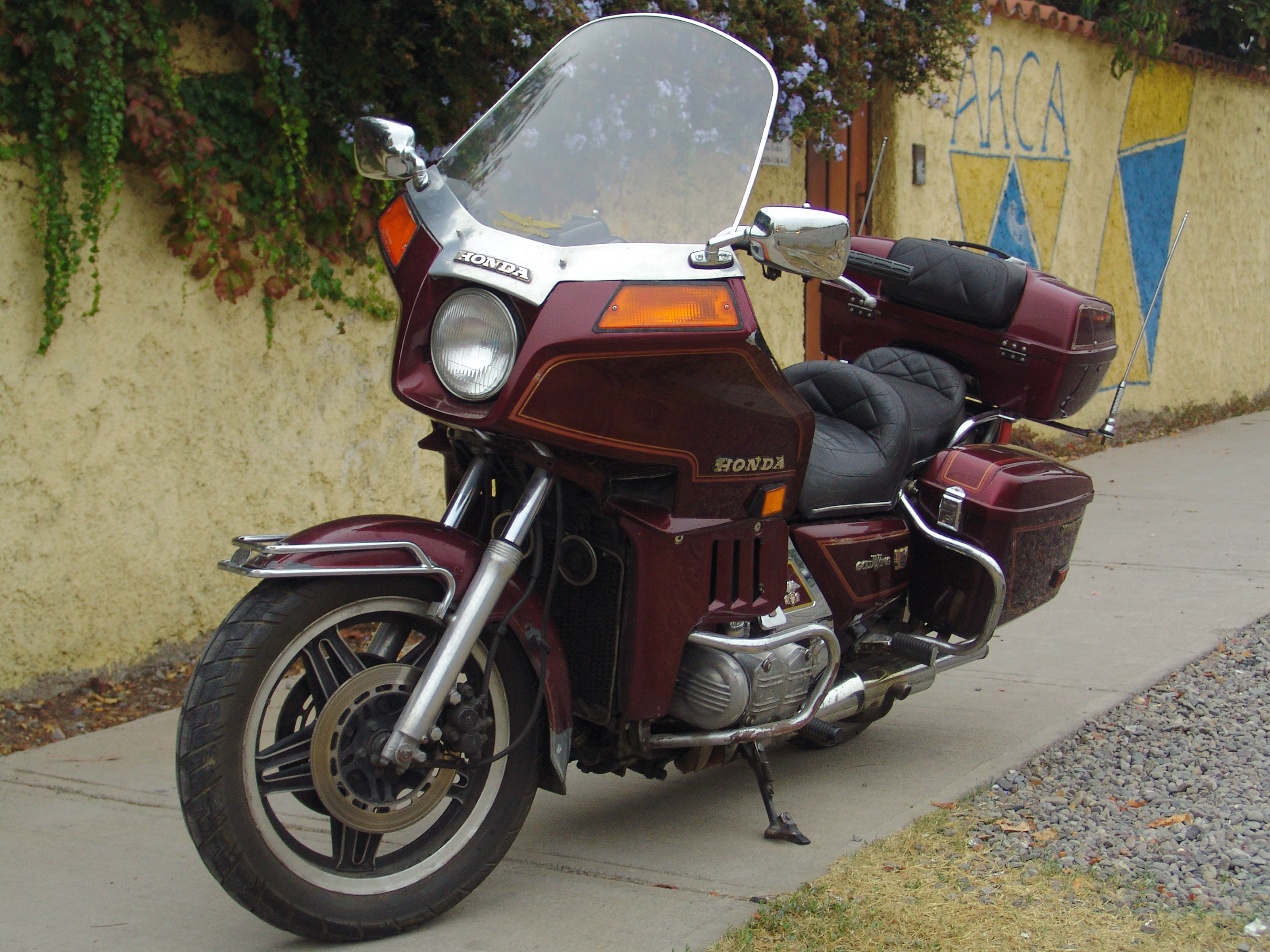
Honda Gold Wing GL1100 Interstate MY1980

##### GL1100 Gold Wing
Через пять лет после дебюта первого серийного Gold Wing, в 1980 году, компания Honda выпустила модель второго поколения – GL1100. И это была не просто доработанная версия GL1000 с мотором увеличенного до 1085 см³ объёма, а новый мотоцикл, во многом отличавшийся от первенца серии. Для повышения рабочего объёма оппозитной «четвёрки» инженеры Honda увеличили диаметр цилиндров на 3 мм. Также была изменена форма камер сгорания – для улучшения характеристик мотора на низких и средних оборотах. Поменялись передаточные числа КП и главной пары в заднем редукторе. На 1 мм уменьшился диаметр диффузора карбюраторов – до 30 мм. Немного подросла колёсная база, что сделало езду с пассажиром комфортабельнее. Вилка и задние амортизаторы отныне газонаполненные. Впервые на мотоцикле серии Gold Wing были использованы бескамерные шины.

##### GL1100 Gold Wing Interstate
Вместе со стандартной моделью GL1100 была также представлена версия Interstate, которая стала первым заводским турером японской марки. Появление этой знаковой модели во многом определило дальнейшее развитие серии. От «раздетого» GL1100 модификация  GL1100I, которая на некоторых рынках именовалась GL1100DX (от Deluxe), отличалась массивным передним обтекателем с высоким ветровым стеклом, боковыми багажными кейсами и съёмным центральным кофром – всё это входило в стандартное оснащение мотоцикла. К тому же компания Honda подготовила обширный список заводских опций – в том числе и музыкальную стерео-систему.

##### GL1100 Gold Wing Aspencade
Проанализировав, как владельцы Gold Wing дорабатывают и индивидуализируют свои мотоциклы, компания Honda подготовила третью версию модели GL1100 – люксовую модификацию Aspencade. Аппарат был создан на базе капотированного Interstate и отличался множеством предустановленных опций. Мотоцикл имел более комфортабельное увеличенное сиденье, двухцветную окраску, дополнительные отсеки для хранения вещей, CB-радиостанцию, стерео-систему и даже воздушный компрессор.

##### GL1200 Gold Wing
В конце 1983 года компания Honda анонсировала на миланском моторшоу турер следующего поколения – модель GL1200, которая стала последним Gold Wing с 4-цилиндровым двигателем. Мотоцикл получил полностью новый, более совершенный и производительный оппозитный мотор с рабочим объёмом цилиндров 1182 куб.см. На этот раз увеличения объёма силовой установки добились за счёт изменения и диаметра цилиндров, и хода поршней: 75,5×66  против 75×61,4 мм у GL1100. Двигатель был установлен в новой усиленной дуплексной раме. Было изменено передаточное отношение в заднем редукторе – оно стало выше, что способствовало снижению механического шума и вибраций. В системе питания двигателя новинки были использованы четыре карбюратора Keihin с диффузорами увеличенного диаметра 32 мм. Ещё из особенностей – гидравлический привод сцепления, гидрокомпенсаторы клапанов и колёсные диски уменьшенного диаметра (16” спереди и 15” сзади). Как и прежде, Gold Wing выпускался в нескольких версиях – Standard, Interstate и Aspencade. Позже к ним присоединилась модификация Limited Edition.

##### GL1200 Gold Wing Limited Edition
Десятый год существования серии Gold Wing был отмечен несколькими важными нововведениями. И одно из них – дебют версии GL1200 Limited Edition, которая отличалась не только богатой комплектацией, но и высокотехнологичными системами, как, например, электронный впрыск топлива вместо традиционных карбюраторов и информативный trip-компьютер. Другое знаковое событие – отказ Honda от выпуска стандартной нейкед-версии GL1200, поскольку за годы существования линейки Gold Wing эти мотоциклы стали прочно ассоциироваться с капотированными турерами, и «голая» модель больше не вписывалась в концепцию семейства. Вдобавок к этому в 1985 году компания Honda открыла дополнительный завод рядом с городом Анна в штате Огайо. Новая фабрика занялась выпуском двигателей Gold Wing, причём по полному циклу производства – с отливкой, ковкой и машинной обработкой деталей.

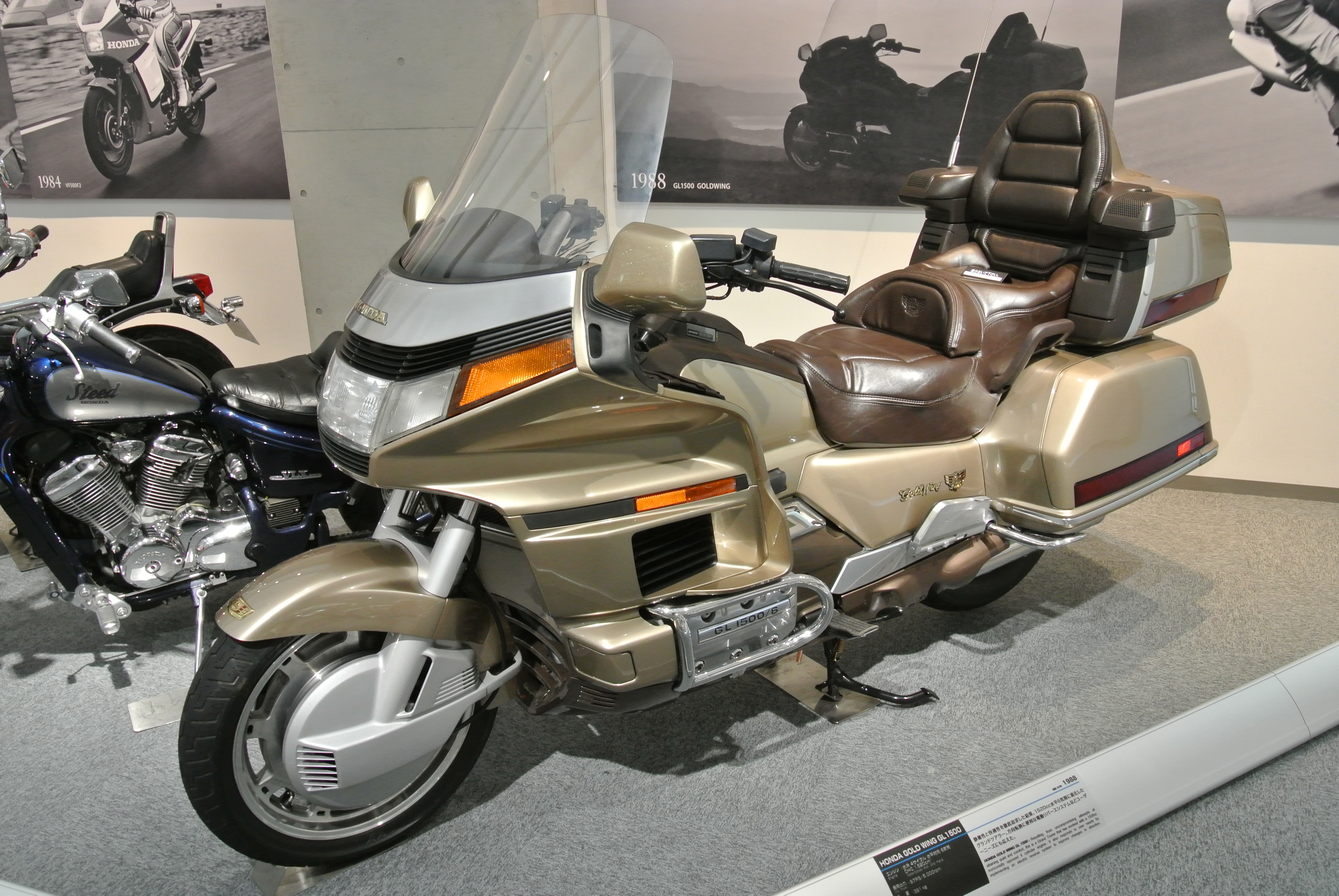
Honda Gold Wing GL1500 MY1985

##### GL1500 Gold Wing
В 1984 году новая команда дизайнеров и инженеров взялась за разработку Gold Wing следующего поколения. Результатом нескольких лет труда стала полностью новая модель GL1500, до серийного дебюта которой 15 разных мотоциклов прошли тысячи часов испытаний и тестов в 60 стадиях разработки. По информации Honda, процесс создания GL1500 стал самым сложным и всеобъемлющим за всю историю компании. Впрочем, результат того стоил: почти на десятилетие новинка концерна стала золотым стандартом своего класса.
GL1500 стал первым серийным Gold Wing, получившим 6-цилиндровый двигатель. Рабочий объём оппозитного мотора составлял 1520 куб.см, максимальная мощность – 100 л.с. при 5200 об/мин, крутящий момент – 150 Нм при 4000 об/мин. В отличие от представленного ранее GL1200 Limited Edition, имевшего систему впрыска топлива, новинка по-прежнему оснащалась карбюраторной системой питания. При этом у GL1500 были всего два карбюратора – по одному на каждый блок из трёх цилиндров. Ещё из особенностей мотоцикла: полная капотировка, низкое сиденье, спинка пассажирского кресла интегрирована в центральный кофр, задняя пневматическая подвеска с бортовым компрессором для изменения давления (и, соответственно, жёсткости) и передача заднего хода (реализованная через механизм электростартера двигателя).
Как и раньше, модель выпускалась в нескольких версиях: базовая GL1500, более продвинутая GL1500 Aspencade (с 1991), люксовая GL1500 Special Edition (с 1990), а также упрощённая и удешевлённая GL1500 Interstate (с 1991; без реверса, круиз-контроля, пассажирских подножек-платформ, с простым радио Kenwood вместо аудио-системы и заниженным сиденьем).

##### GL1500 Gold Wing Special Edition
В 1995 году туреру Gold Wing исполнилось 20 лет. Это события компания Honda отметила выпуском юбилейных версий всех модификаций модели. Мотоциклы серии 20th Anniversary были украшены специальными эмблемами, отличались незначительными косметическими изменениями, имели зауженное и чуть тоньше сиденье, а также перенастроенную подвеску. Кроме того, в честь 20-летия модели была представлена книга Gold Wing: The First 20 Years (Twentieth Anniversary Edition), в которой рассказывалось об истории мотоцикла и его эволюции с самых первых дней существования.
С конвейера завода в Мэрисвилле сошёл миллионный мотоцикл Honda, собранный в США – им стал GL1500 Gold Wing Aspencade.
В преддверии начала серийного производства полностью нового Gold Wing следующего поколения – модели GL1800 – завод Honda в Мэрисвилле был обновлён. В частности, сюда перенесли линии по сборке двигателей – до этого процесс осуществлялся на заводе в городке Анна.

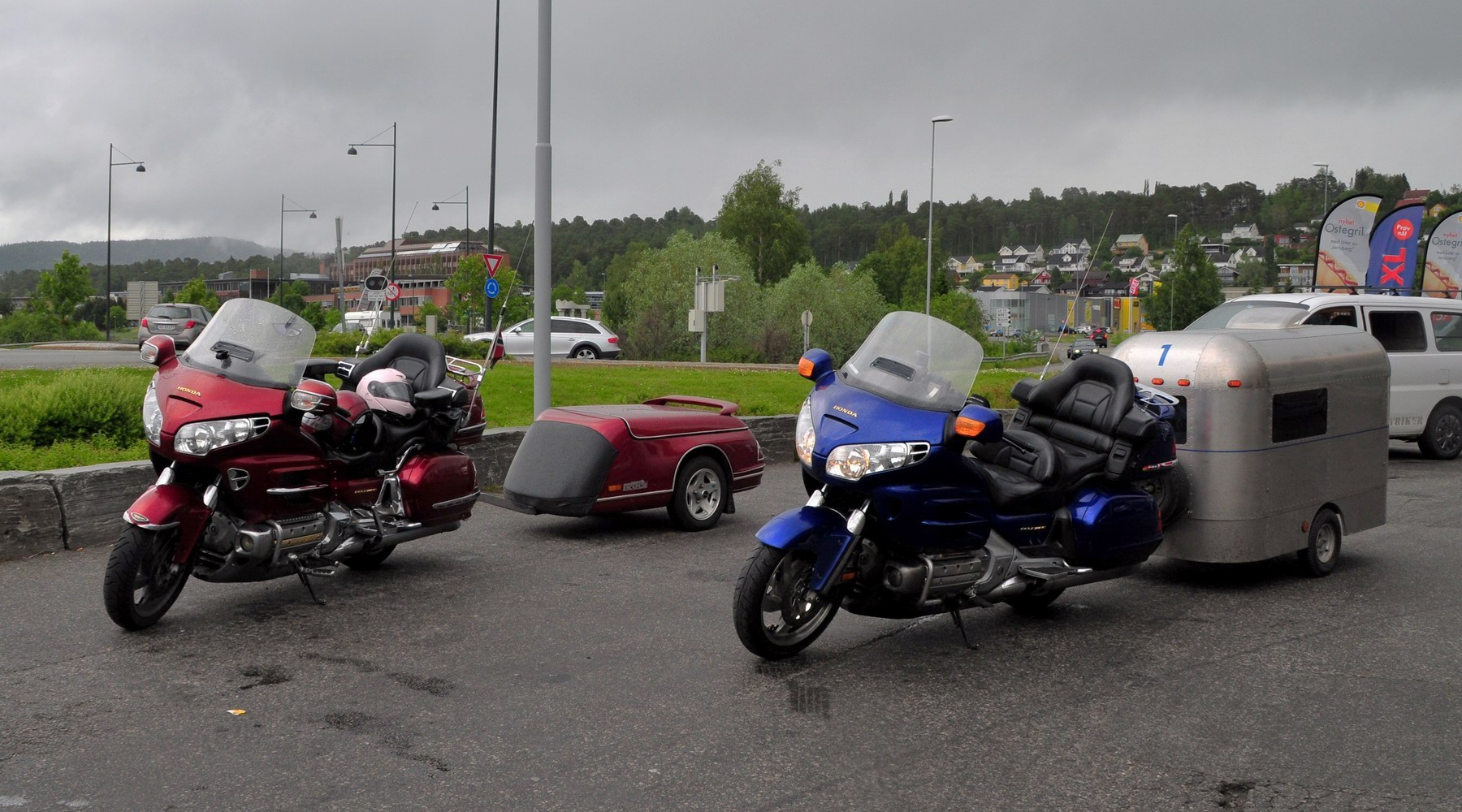
Honda Gold Wing GL1800 для больших путешествий - с прицепом

##### GL1800 Gold Wing
Ещё на стадии разработки модели компания Honda запатентовала два десятка технических решений, которые после были реализованы в конструкции GL1800. Рабочий объём оппозитного 6-цилиндрового двигателя был увеличен до 1832 куб.см, а в системе питания был использован впрыск топлива, наконец заменивший устаревшие карбюраторы. Мощность силовой установки возросла до 117 л.с. (против 99 л.с. у двигателя GL1500). При этом, несмотря на более кубатурный мотор, мотоцикл не стал тяжелее – не в последнюю очередь потому, что GL1800 был построен на базе диагональной алюминиевой рамы, тогда как все предыдущие представители семейства использовали стальную конструкцию. Алюминиевая рама новинки Honda была выполнена методом экструзии и состояла всего из 31 части, что почти вдвое меньше, чем имели стальные рамы прошлых лет. В качестве опции для мотоцикла предлагалась антиблокировочная тормозная система.
Тридцатый год производства мотоциклов серии Gold Wing. В честь памятной даты была выпущена юбилейная версия модели GL1800, которая получила несколько новых цветовых схем и эмблемы 30th Anniversary. А ещё в 2005 году с конвейера сошёл полумиллионный экземпляр Gold Wing.
В качестве опции на рынке США модель GL1800 получила фронтальную подушку безопасности, разработанную Honda совместно со специалистами компании Takata. Таким образом, Gold Wing стал первым в истории серийным мотоциклом, получившим активную систему безопасности. Идея использования мгновенно надувающейся подушки безопасности особой формы в том, чтобы по возможности отделить райдера от объектов, с которыми произошло столкновение, и минимизировать риск получения серьёзных травм.
Также для GL1800 стали доступны и другие опции: встроенный в приборную панель GPS-навигатор, подогреваемые водительское сиденье и рукоятки руля, плюс закрываемые воздуховоды, направляющие тёплый воздух от двигателя мотоцикла к ногами водителя.
Опционные подушка безопасности и GPS-навигация стали доступны для GL1800 и на других региональных рынках.

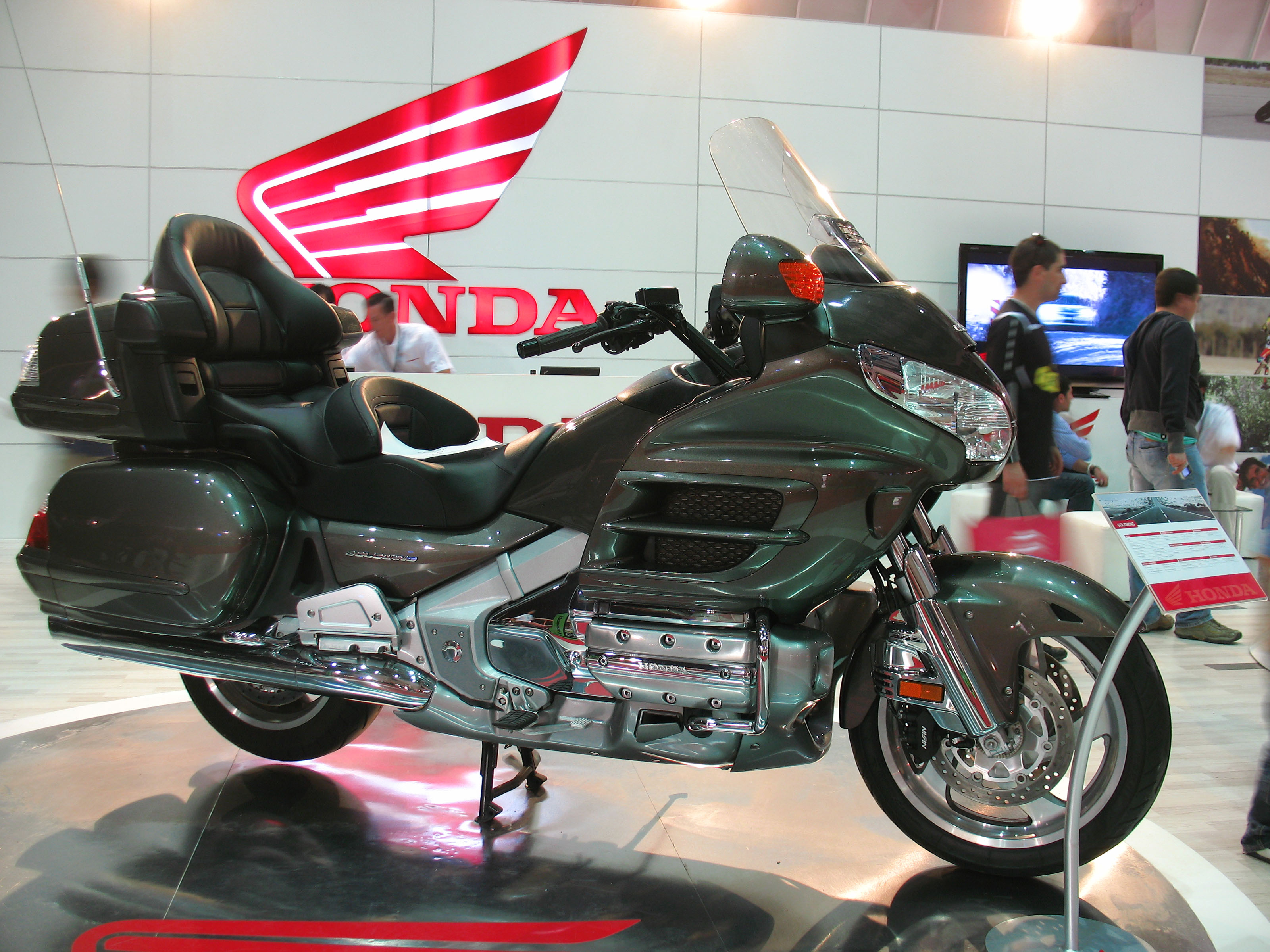
Honda Gold Wing GL1800 MY2010

GL1800 для американского рынка получил спутниковое радио и систему слежения за давлением в шинах (TPMS). Модель 2010 года стала последней, которая выпускалась в США: в следующем 2011 году производство Gold Wing прервалось, чтобы в 2012 году возобновиться, но уже не на заводе в Северной Америке, а на фабрике Honda в Японии. С этого времени все GL1800 производятся в Кумамото, на острове Кюсю.
Первый год производства в Японии. Был незначительно обновлён дизайн мотоцикла – на смену округлым формам пришли более резкие черты. Заметно изменилась стилистика боковых кофров, которые при этом стали немного вместительнее. Улучшилась аэродинамика и ветрозащита переднего обтекателя, плюс стали эффективнее нижние воздуховоды, призванные направлять тёплый воздух от мотора к ногам водителя. Информационный дисплей на приборной панели стал ярче. Вдобавок к этому Gold Wing получил USB-порт для подсоединения музыкальных плееров и для загрузки заранее проложенных маршрутов в навигационную систему.
По традиции, в 2015 году была подготовлена юбилейная версия мотоцикла – GL1800 40th Anniversary, отмеченная специальными эмблемами и двухцветной окраской.

## 2018 GL1800 Gold Wing
В конце октября 2017 года компания Honda представила полностью новый GL1800 Gold Wing следующего поколения – первое радикальное обновление турера за 17 лет. Перед широкой публикой мотоцикл предстал на домашнем для Honda токийском моторшоу, а спустя пару недель дебютировал и в Европе – на миланской выставке EICMA.
Изменения коснулись всех деталей, элементов и систем мотоцикла. Gold Wing претерпел радикальный рестайлинг: прежняя экспансивная стилистика со множеством «дутых» форм и скруглённых граней уступила место более агрессивным линиям. Массивное ветровое стекло было заменено более компактным, имеющим электронную регулировку высоты. Вся светотехника отныне светодиодная – включая переднюю раскосую фару.
Рабочий объём 6-цилиндрового оппозитного двигателя почти не изменился (1833 см³ против 1832 см³ у модели предыдущего поколения), однако конструкция мотора была полностью переработана. В частности, силовая установка получила новую «квадратную» размерность (73×73 мм), 4-клапанные (вместо 2-клапанных) головки цилиндров с ГРМ фирменной схемы Honda Unicam, одну дроссельную заслонку, иную форму камер сгорания, а также систему управления дроссельными заслонками по проводам. Степень сжатия выросла до 10.5:1. Оппозитная «шестёрка» стала короче (на 33,5 мм) и легче (на 6,2 кг), а её производительность возросла: пиковая мощность в 126,5 л.с. достигается при 5,500 об/мин, а максимальный крутящий момент в 170 Нм – при 4,500 об/мин.
Использование электронного газа Throttle By Wire позволило установить на мотоцикл несколько недоступных до этого систем. Так, новый Gold Wing получил четыре переключаемых режима работы (Tour, Sport, Econ и Rain) и регулируемый трекшн-контроль HSTC, который также может быть деактивирован.
Впервые за всю историю серии Gold Wing появилась возможность выбора коробки передач. В базовой версии турер оснащается 6-ступенчатой механической КПП и проскальзывающим сцеплением, а в качестве опции модель может быть укомплектована автоматической 7-ступенчатой трансмиссией Honda DCT с двумя сцеплениями.
Большие изменения коснулись и конструкции ходовой части модели. Gold Wing 2018 года построен на базе диагональной алюминиевой рамы нового поколения, в которой двигатель смещён на 40 мм вперёд, для оптимизации центра тяжести и загрузки переднего колеса. Также мотоцикл получил полностью новую запатентованную подвеску на двойных продольных рычагах, которая заменила прежнюю телескопическую вилку. Задняя подвеска – конструкции Pro-Arm, с консольным креплением колеса и моноамортизатором, установленным в рычажной системе. И передняя, и задняя подвеска регулируется дистанционно, через меню бортового компьютера. Кроме того, на характеристики ходовой части влияет выбранный ездовой режим.
Мотоцикл дебютировал сразу в двух исполнениях: в базовом – только с боковыми кофрами, и в версии Tour – дополненный центральным кофром. Общий объём всех кейсов был уменьшен со 150 до 110 л. Меньше стала и ёмкость топливного бака – 21 л (минус 4 л, по сравнению с GL1800 предыдущего поколения). Как и прежде, выпускается версия Gold Wing с подушкой безопасности.

##### Dual Clutch Transmission  (с англ. — «Трансмиссия с двойным сцеплением»)
Honda Gold Wing 2018 модельного года – первый и единственный серийный мотоцикл на Земле, который может быть оснащён 7-ступенчатой автоматической  трансмиссией. Специально для модели GL1800 компания Honda разработала блок DCT третьего поколения. Система использует два сцепления: одно отвечает за движение на 1, 3, 5 и 7 передачах, второе – за оставшиеся 2, 4 и 6 передачи. Это преселективная конструкция, в которой каждое сцепление независимо управляется своим электро-гидравлическим контуром. Когда происходит смена передач, блок управления заранее выбирает следующую передачу трансмиссии, используя то сцепление, которое в данный момент не задействовано. Затем электроника отключает первое сцепление и одновременно включает второе.
За счёт соосного расположения валов двух сцеплений DCT имеет компактные размеры и даже легче 5-ступенчатой механической КПП мотоцикла предыдущего поколения. Для снижения шума и ударных нагрузок в моменты переключения передач между блоком сцеплений и главным валом установлен специальный пружинный демпфер.
Использование DCT позволило также реализовать несколько недоступных ранее режимов движения: Walking Mode, в котором GL1800 на холостых оборотах едет вперёд со скоростью 1,8 км/ч (либо назад со скоростью 1,2 км/ч), режим старт-стоп, а также ассистент при начале движения на склоне.